# Toribio Gómez de Santiago
Toribio Gómez de Santiago (Santiago de la Puebla, Salamanca, c. 1475 - † Toledo, abril de 1534), fue un jurista español, miembro del Consejo Real durante el reinado de los Reyes Católicos, Felipe I, Juana I y Carlos I.